# Adiantum cunninghamii
Adiantum cunninghamii är en kantbräkenväxtart som beskrevs av William Jackson Hooker. Adiantum cunninghamii ingår i släktet Adiantum och familjen Pteridaceae. Inga underarter finns listade.

## Bildgalleri

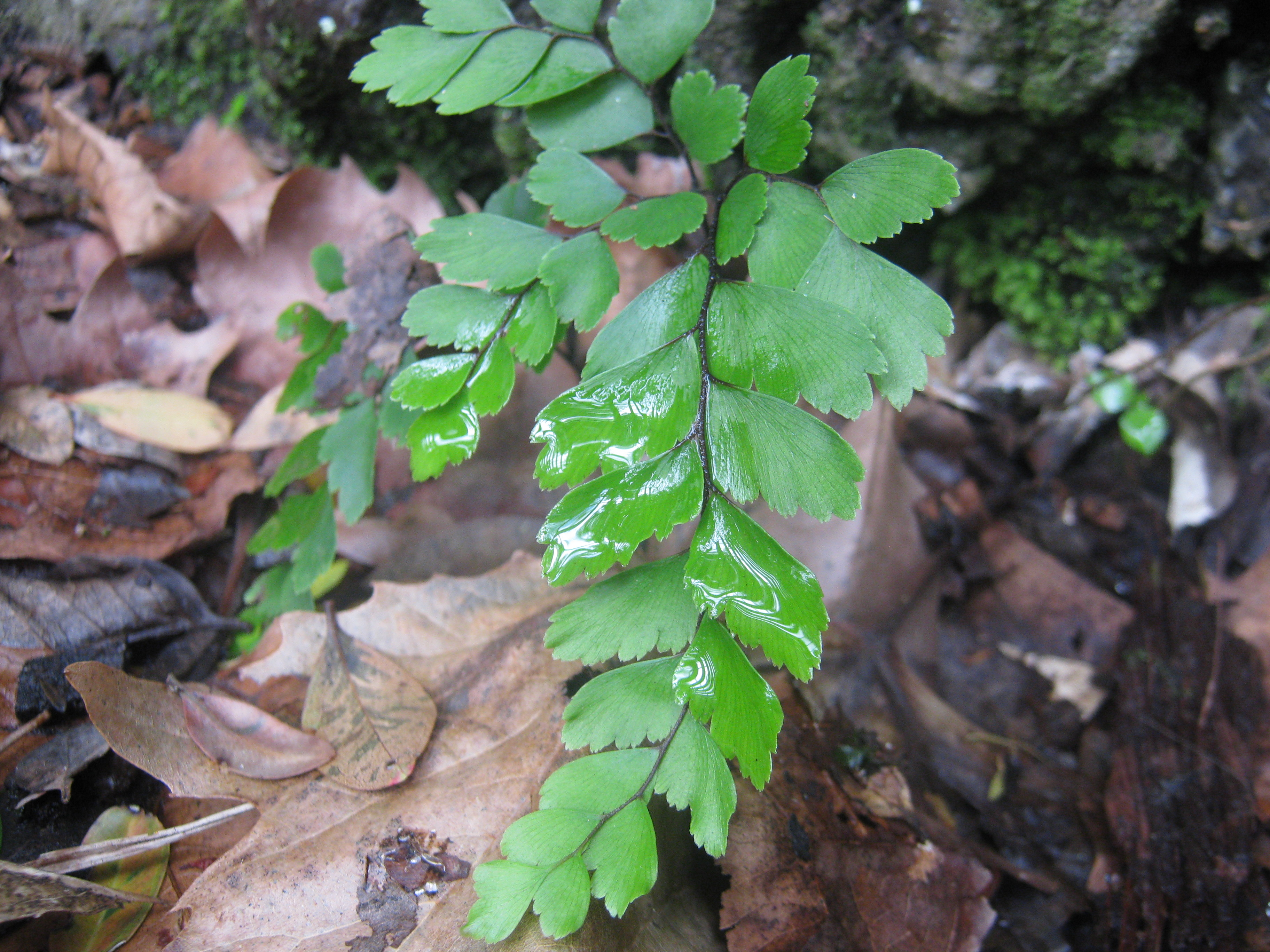